# TV Azteca
TV Azteca, S.A.B. de C.V., poznatija kao TV Azteca. TV Azteca je druga najvažnija televizijska postaja u Meksiku i konkurentska je s Televisom.

## Telenovele prikazane u Hrvatskoj
| Hrvatski naziv   | Originalni naslov           | Televizijska postaja emitiranja |
| ---------------- | --------------------------- | ------------------------------- |
| Kad budeš moja   | Cuando seas mia             | Nova TV                         |
| Sumnja           | La duda                     | Nova TV                         |
| Nasljednica      | La heredera                 | Nova TV                         |
| Nevjerne ljubavi | Amores, querer con alevosia | OTV                             |
| Vrtlareva kći    | La hija del jardinero       | Nova TV                         |
| Emperatriz       | Emperatriz                  | RTL                             |
| Vatreno Nebo     | Cielo Rojo                  | RTL                             |